# Juane
El juane típico de la gastronomía de la selva peruana y es muy consumido durante la fiesta de San Juan que se celebra el 24 de junio de cada año en honor a Juan Bautista. Según algunas referencias, tuvo su origen en la ciudad de Moyobamba.
El juane habría sido un alimento usualmente elaborado para los viajeros ya que podían ser guardados por largo tiempo sin sufrir alteración por su descomposición.

## Historia

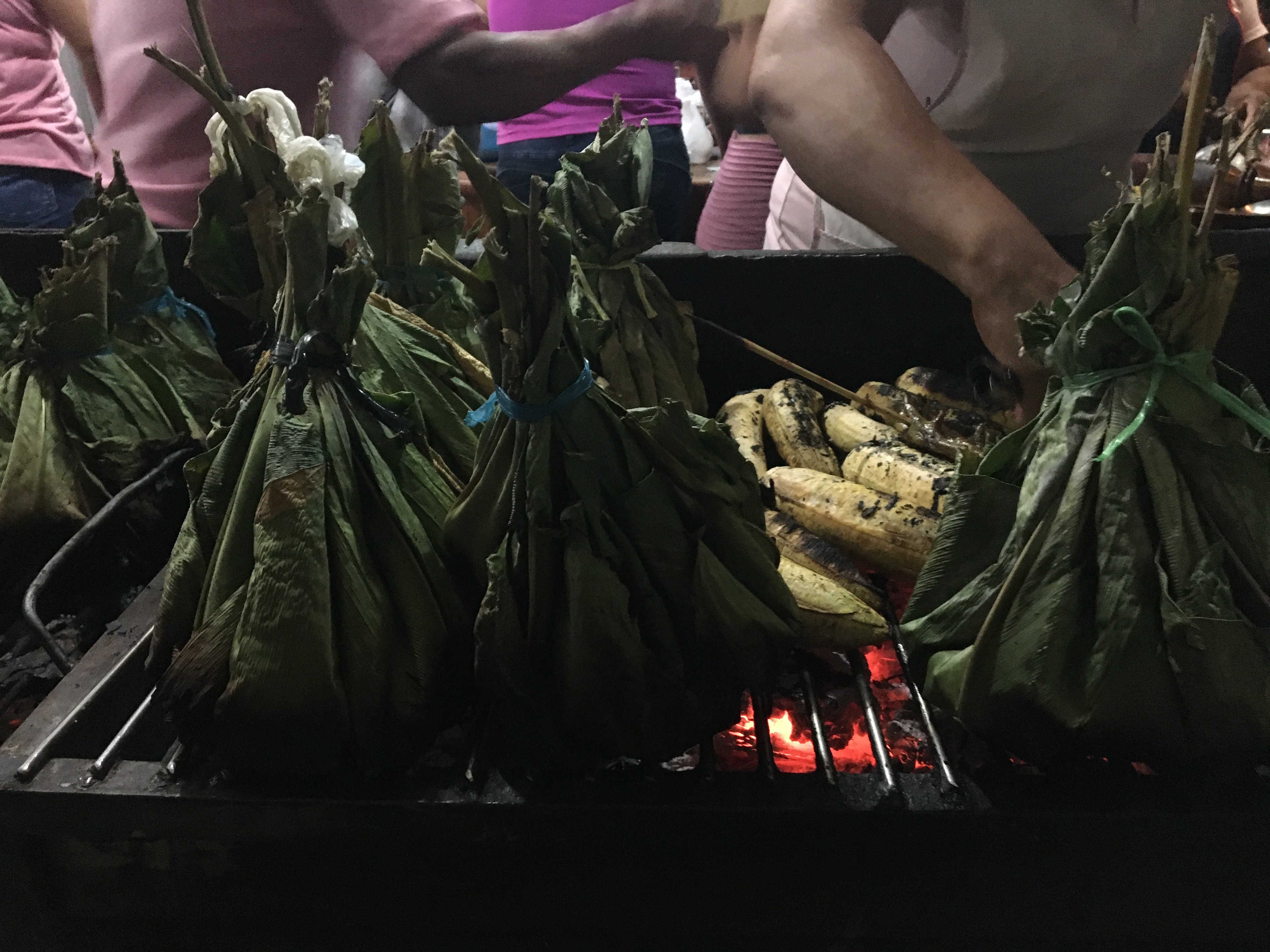
Juanes sobre una parrilla en la ciudad de Tarapoto, Perú.

El plato tiene un origen precolombino pero es conocido que a la llegada de los españoles a tierras incas, los evangelistas popularizaron el episodio bíblico que atañe a San Juan, Salomé y Herodías, otorgándose a este plato el nombre de juane como referencia a la cabeza de San Juan:

Ella, instruida primero por su madre, dijo: Dame aquí en un plato la cabeza de Juan el Bautista.
Mat 14:8

Según la Biblioteca Nacional del Perú, el juane tiene su origen en la ciudad de Moyobamba, ubicada en la amazonía peruana.

(…) nace en Moyobamba la preparación del exquisito Juane, RUMU JUANE o juane de yuca fue el primer juane elaborado, posteriormente se emplearía el arroz y un pedazo de carne de gallina en la preparación de este plato tradicional.
Biblioteca Nacional del Perú

## Descripción

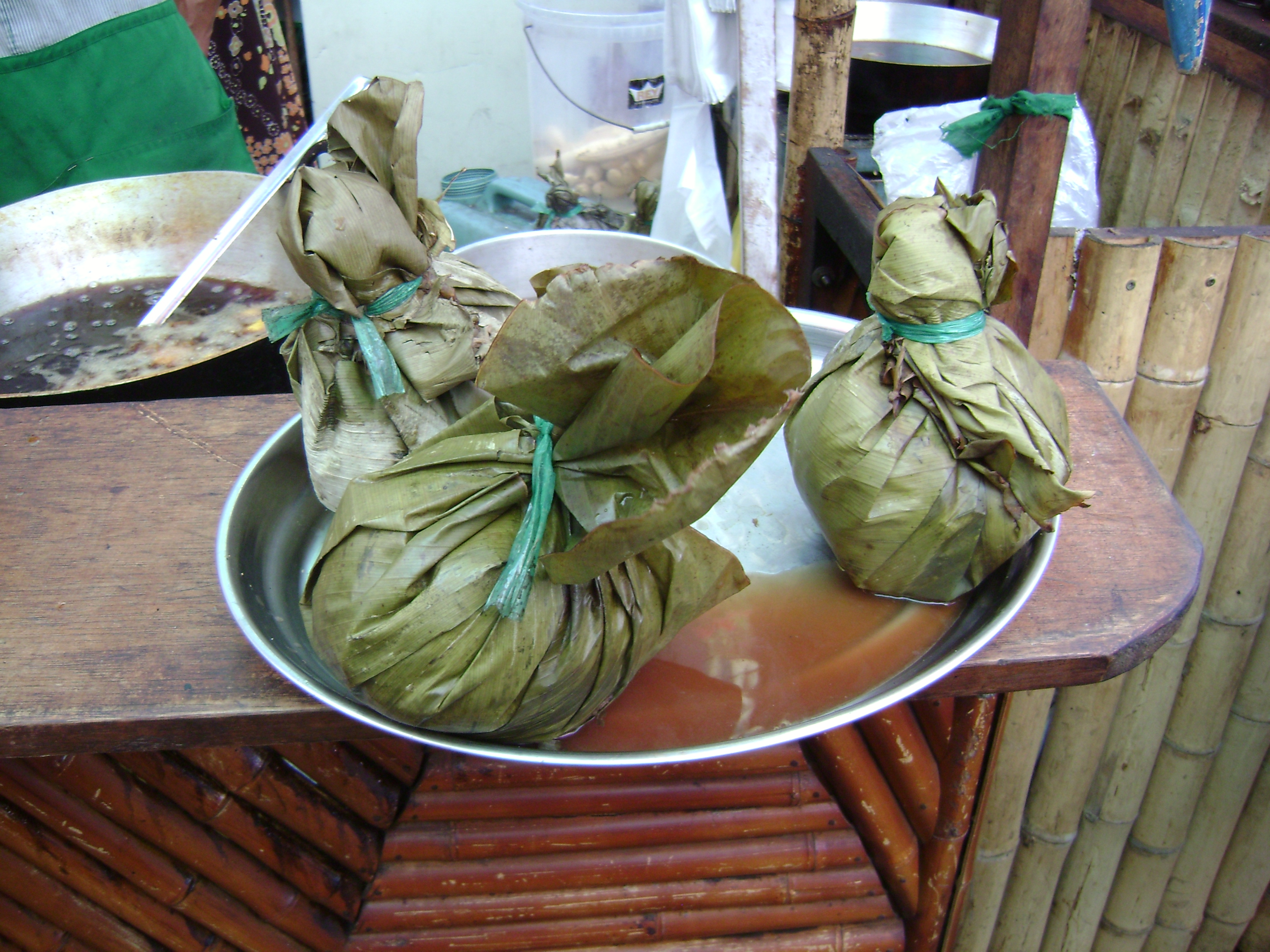
Juanes de gallina aún envueltos en hojas de bijao.

El juane se elabora a base de arroz, piezas de gallina; todo ello se envuelve en hoja de bijao y posteriormente se pone a hervir.
En vez de arroz se utiliza también la yuca, la chonta, la mezcla de arroz y yuca, frijoles, entre otros productos. Antes de envolverse en las hojas, se baña el preparado con una mezcla de huevos batidos para poder conseguir el «ligue» de los alimentos y que no se desprendan.
El plato se acompaña según las costumbres de cada región de la selva, ya que algunos pobladores suelen acompañarlo con el tacacho, yuca o simplemente con el plátano hervido. El juane es acompañado con un vaso de chicha de higo o chicha de jora.

## Tipos
- Juane original: El juane original es hecho a base de arroz, relleno con gallina y otros componentes, aparentemente es originario de la ceja de selva.
- Juane de chonta: Como reemplazo del arroz lleva maíz tostado y chonta (ambos molidos) con un trozo de pescado salado en su centro.
- Juane de yuca: Lleva yuca molida en vez de arroz y se rellena con pescado, especialmente el paiche.[4]
- Avispa Juane: Se añade al arroz carne de cerdo molida y con ello se prepara la masa, rellenándose con una presa de gallina frita.[4]
- Nina Juane: Es un juane que lleva trozos de gallina con huevo batido en vez de arroz.[4]
- Sara juane: En vez de arroz lleva una mezcla de maní crudo molido, maíz molido y caldo de pollo.[4]